# Lista de prefeitos de Bandeirantes (Paraná)
Esta é a lista de prefeitos do município de Bandeirantes, estado brasileiro do Paraná.
| Nº | Nome                          | Partido | Início do mandato       | Fim do mandato          | Observações               |
| 1  | Dr. Raphael Antonacci         | PP      | 5 de janeiro de 1935    | 2 de março de 1936      | Prefeito nomeado          |
| 2  | Eurípedes Mesquita Rodrigues  | PP      | 2 de março de 1936      | 5 de dezembro de 1941   | Prefeito eleito e nomeado |
| 3  | Domingos A. M. Soares Pereira |         | 6 de dezembro de 1941   | 14 de abril de 1943     | Prefeito nomeado          |
| 4  | Edgar Camargo                 |         | 17 de abril de 1943     | 18 de outubro de 1943   | Prefeito nomeado          |
| 5  | José Assunção                 |         | 19 de outubro de 1943   | 10 de maio de 1945      | Prefeito nomeado          |
| 6  | José Gomes de Figueiredo      |         | 10 de maio de 1945      | 18 de novembro de 1945  | Prefeito nomeado          |
| 7  | Cezar Botarelli Netto         |         | 19 de novembro de 1945  | 28 de fevereiro de 1946 | Prefeito nomeado          |
| 8  | Agenor Ferreira dos Santos    |         | 25 de março de 1946     | 7 de outubro de 1946    | Prefeito nomeado          |
| 9  | Antenor Moretti               |         | 30 de outubro de 1946   | 28 de fevereiro de 1947 | Prefeito nomeado          |
| 10 | Ozório G. Nogueira            |         | 5 de março de 1947      | 9 de dezembro de 1947   | Prefeito nomeado          |
| 11 | Dino Veiga                    | PTB PSD | 9 de dezembro de 1947   | 5 de dezembro de 1951   | Prefeito eleito           |
| 12 | Luiz Meneghel                 | PSD     | 5 de dezembro de 1951   | 4 de dezembro de 1955   | Prefeito eleito           |
| 13 | Dino Veiga                    | PSD     | 4 de dezembro de 1955   | 5 de dezembro de 1959   | Prefeito eleito           |
| 14 | José Mario Junqueira          | UDN     | 5 de dezembro de 1959   | 6 de novembro de 1963   | Prefeito eleito           |
| 15 | Moacyr Castanho               | UDN     | 5 de dezembro de 1963   | 31 de janeiro de 1969   | Prefeito eleito           |
| 16 | Luiz Meneghel                 | ARENA   | 31 de janeiro de 1969   | 31 de janeiro de 1973   | Prefeito eleito           |
| 17 | Jamil Fares Midauar           | ARENA   | 31 de janeiro de 1973   | 31 de janeiro de 1977   | Prefeito eleito           |
| 18 | José Fernandes da Silva       | ARENA   | 31 de janeiro de 1977   | 14 de maio de 1982      | Prefeito eleito           |
| 19 | Moacir Castanho Filho         |         | 14 de maio de 1982      | 31 de janeiro de 1983   |                           |
| 20 | João do Carmo Santiago        | PDS     | 1º de fevereiro de 1983 | 31 de dezembro de 1988  | Prefeito eleito           |
| 21 | José Fernandes da Silva       | PFL     | 1º de janeiro de 1989   | 31 de dezembro de 1992  | Prefeito eleito           |
| 22 | Alécio Zamboni Neto           | PFL     | 1º de janeiro de 1993   | 31 de dezembro de 1996  | Prefeito eleito           |
| 23 | Lino Martins                  | PTB     | 1º de janeiro de 1997   | 31 de dezembro de 2000  | Prefeito eleito           |
| 24 | Nilton de Sordi Júnior        | PFL     | 1º de janeiro de 2001   | 31 de dezembro de 2004  | Prefeito eleito           |
| 25 | José Fernandes da Silva       | PT      | 1º de janeiro de 2005   | 31 de dezembro de 2008  | Prefeito eleito           |
| 26 | Celso Benedito da Silva       | PDT     | 1º de janeiro de 2009   | 31 de dezembro de 2012  | Prefeito eleito           |
| 26 | Celso Benedito da Silva       | PDT     | 1º de janeiro de 2013   | 31 de dezembro de 2016  | Prefeito reeleito         |
| 27 | Lino Martins                  | PDT     | 1º de janeiro de 2017   | 31 de dezembro de 2020  | Prefeito eleito           |
| 28 | Jaelson Matta                 | PODE    | 1° de janeiro de 2021   | 31 de dezembro de 2024  | Prefeito eleito           |
| 28 | Jaelson Matta                 | PL      | 1° de janeiro de 2025   | Atualidade              | Prefeito reeleito         |